# Josef Säterhagen
Josef Säterhagen, född 20 juni 1975 i Örebro, är en svensk skådespelare.
Säterhagen studerade vid Teaterhögskolan i Luleå 1999–2003. 

## Filmografi
- 2001 – Fyra kvinnor
- 2002 – Spung (TV-serie)
- 2004 – Hotet
- 2005 – Carambole
- 2005 – Borkmanns punkt
- 2006 – Fallet G
- 2006 – När Elvis kom på besök
- 2011 – Anno 1790 (TV-serie)

## Pjäser
2015 –  Astrov av Anton Tjechov